# Kafar Ganeh
Kafar Ganeh (kurdisch Keferjenê oder Kevrê Canê, arabisch کفرجنة, DMG Kafr Ǧanna, weitere Transkriptionen Qafr Dschanna und Kafar Jana) ist eine kurdische Ortschaft (Dorf, Erholungsort, Eisenbahn-Tunnel und Bahnhof) in Kurd Dagh (Kurdenberg) in der Region Afrin im Gouvernement Aleppo, Syrien.
Koordinaten: 36° 35′ N, 36° 57′ O